# Chitrakoot
Chitrakoot è una suddivisione dell'India, classificata come nagar panchayat, di 22.294 abitanti, situata nel distretto di Satna, nello stato federato del Madhya Pradesh. In base al numero di abitanti la città rientra nella classe III (da 20.000 a 49.999 persone).

## Geografia fisica
La città è situata a 25° 07' 04 N e 80° 50' 18 E.

## Società

### Evoluzione demografica
Al censimento del 2001 la popolazione di Chitrakoot assommava a 22.294 persone, delle quali 12.617 maschi e 9.677 femmine. I bambini di età inferiore o uguale ai sei anni assommavano a 4.083, dei quali 2.122 maschi e 1.961 femmine. Infine, coloro che erano in grado di saper almeno leggere e scrivere erano 11.207, dei quali 7.903 maschi e 3.304 femmine.